# Dante Lafranconi
Dante Lafranconi (ur. 10 marca 1940 w Mandello del Lario) – włoski duchowny katolicki, biskup Cremony w latach 2001-2015.

## Życiorys
Święcenia kapłańskie otrzymał 28 czerwca 1964 i został inkardynowany do diecezji Como. Po święceniach wyjechał do Rzymu i podjął studia z historii Kościoła na Papieskim Uniwersytecie Gregoriańskim (ukończone z tytułem licencjata) oraz z teologii moralnej na Akademii Alfonsjańskiej. Po powrocie do diecezji został profesorem miejscowego seminarium. Pracował także jako m.in. delegat diecezjalny ds. duszpasterstwa rodzin, a także jako wikariusz biskupi ds. opieki nad kapłanami z dziesięcioletnim stażem kapłańskim.
7 grudnia 1991 papież Jan Paweł II mianował go ordynariuszem diecezji Savona-Noli. Sakry biskupiej udzielił mu biskup Como - Alessandro Maggiolini.
8 września 2001 został prekonizowany ordynariuszem diecezji Cremony. Ingres odbył się 4 listopada 2001.
16 listopada 2015 przeszedł na emeryturę.